# Bambilië
Bambilië is een fictief land binnen de speltak "kabouters" bij scouting in Nederland. Het programma van kaboutergroepen, meisjes van 7 tot 10 jaar, speelt zich doorgaans in dit land af.
Bambilië is een land met verschillende dorpen, streken en rivieren, elk met hun eigen kenmerk. In Haverhoek wordt het brood gemaakt. In Vlitter staan de radio- en televisiestations. Vanuit deze kenmerken worden er bij de kabouters spelletjes en activiteiten gemaakt.
Ook in de kabouterwet wordt een verwijzing gemaakt naar het land van Bambilië. Hoewel de wet bij verschillende groepen vaak verschillend luidt, heeft het meestal iets in de volgende strekking:
Een kabouter speelt samen met anderen in Bambilië,
Zij is eerlijk, vriendelijk, houdt vol en zorgt goed voor de natuur.

## Plaatsen
Bambilië heeft verschillende dorpen/plaatsen en gebieden waarvan ook de namen van de kabouterleid(st)ers zijn afgeleid. Zo kunnen leid(st)ers uit Woepsmond bijvoorbeeld "Woepsie" of "Woeps" heten. Een leid(st)er uit de Warbossen krijgt zo bijvoorbeeld de naam "Warbol".
Bambilië kent de volgende plaatsen.
- Andoornberg
- Filidam
- Woepsmond
- Wamshaven
- Jiggelen
- Raasoord
- Bromberg
- Knaagdorp
- Kristar
- Keverkapelle
- Vlitter
- Haverhoek
- Ressekerke
- Driemstein
- Miegenum
- Holdorp
- Snorrega

Bambilië kent naast deze plaatsen ook nog de volgende gebieden.
- Moppereiland
- Onbekende Heuvels
- Ruige Verten
- Warbossen
- Wilde Woud
- Drasmoeras